# Desigualdade de CHSH
A desigualdade CHSH, em homenagem a John Clauser, Michael Horne, Abner Shimony, e Richard Holt, fornece uma estrutura experimental para apoiar o teorema de Bell, que afirma que as teorias de variáveis ocultas locais não podem explicar todos os fenômenos da mecânica quântica, particularmente emaranhamento. A desigualdade é deduzida sob a suposição de que existem variáveis locais ocultas e prescreve uma restrição aos valores esperados de um experimento de teste de Bell. A violação experimental da desigualdade de CHSH é, portanto, tomada como evidência de que não existem variáveis ocultas locais.

## Declaração
A forma usual da desigualdade de CHSH é

| {\displaystyle \|S\|\leq 2,} | \| \| \| \| \| \| \| \| | (1) |
|                              |                         |     |
|                              |                         |     |
onde

| {\displaystyle S=E(a,b)-E\left(a,b'\right)+E\left(a',b\right)+E\left(a',b'\right).} | \| \| \| \| \| \| \| \| | (2) |
|                                                                                     |                         |     |
|                                                                                     |                         |     |
Nesta expressão a e a′ são configurações do detector no lado A, b e b′ no lado B, e as quatro combinações são testadas em experimentos separados. Os termos E(a, b) etc são as correlações quânticas dos pares de partículas, em que a correlação quântica é definida como o valor esperado do produto dos "resultados" do experimento, isto é, a média estatística de A(a)·B(b), onde A e Bsão os resultados separados, usando a codificação +1 para o canal '+' e −1 para o canal '−'.
No artigo de Clauser et al. publicado em 1969, a dedução foi orientada para o uso de detectores de "dois canais" e, de fato, é para eles que geralmente é usada, mas sob o método deles, os únicos resultados possíveis foram +1 and −1. Para se adaptar a situações reais, o que na época significava o uso de luz polarizada e polarizadores de canal único, eles tiveram que interpretar '−' como significando "não detecção no canal '+' ",isto é, ou '−' ou nada. Eles não discutiram no artigo original como a desigualdade de dois canais poderia ser aplicada em experimentos reais com detectores imperfeitos reais, embora mais tarde tenha sido comprovado (Bell, 1971) que a desigualdade em si era igualmente válida. A ocorrência de zero resultados, no entanto, significa que não é mais tão óbvio como os valores de E devem ser estimados a partir dos dados experimentais.
O formalismo matemático da mecânica quântica prevê um valor máximo para S de 2√2 (limite de Tsirelson), que é maior que 2, e as violações de CHSH são, portanto, previstas pela teoria da mecânica quântica.